# Zofia Berbecka

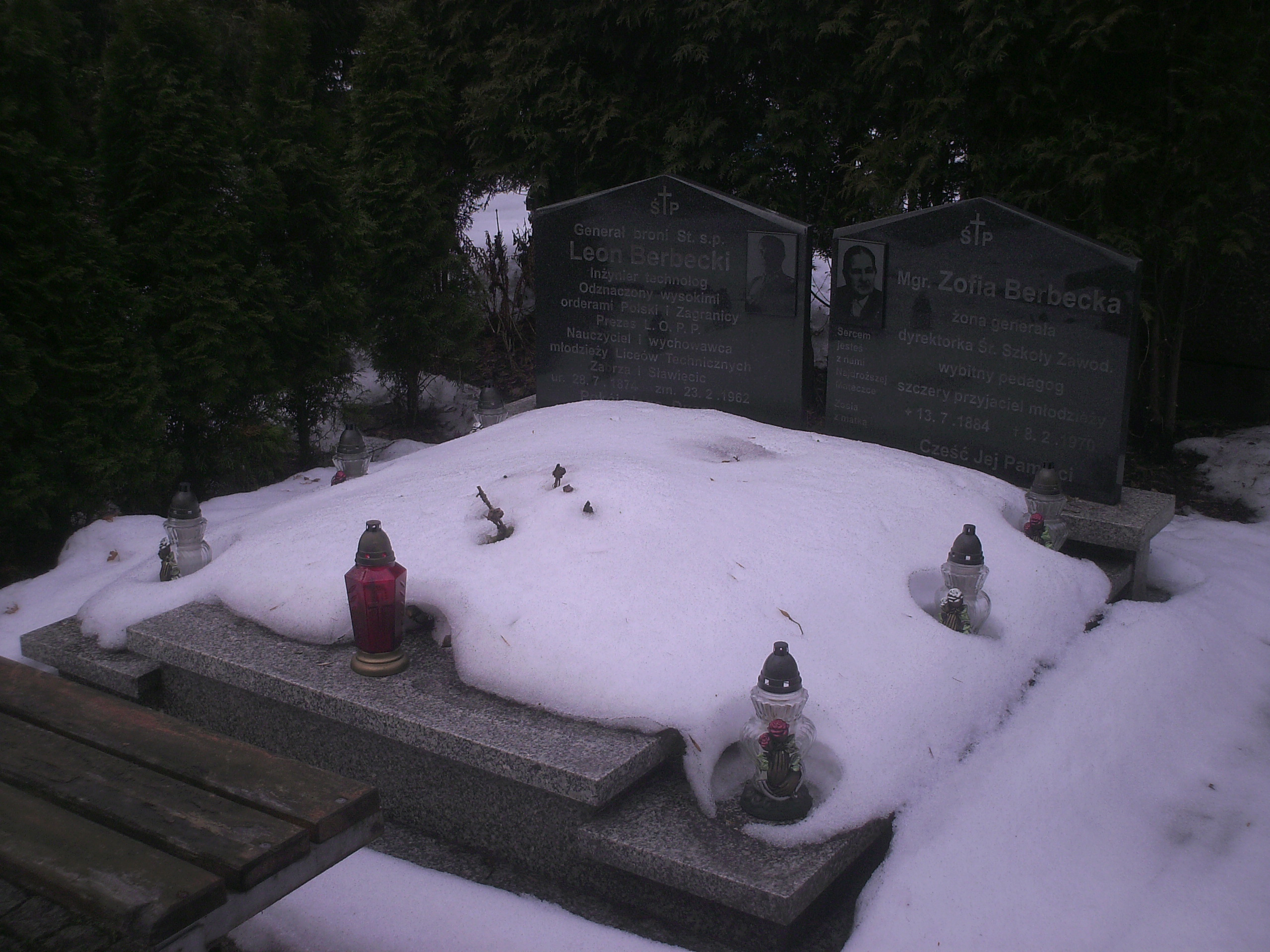
Grób Zofii Berbeckiej i jej męża na Cmentarzu Centralnym w Gliwicach

Zofia Berbecka (ur. 13 lipca 1884 w Kowlu, zm. 8 lutego 1970 w Gliwicach) – polska nauczycielka, działaczka kobieca, polityk, posłanka na Sejm oraz senator w II RP.

## Życie i działalność
Urodziła się 13 lipca 1884 roku w Kowlu, w rodzinie pułkownika armii rosyjskiej, Nicefora Józefa Jacyna-Jatelnickiego i Anny z Wróblewskich. Jej młodszym bratem był Bolesław Jatelnicki-Jacyna (1890–1972). Po ukończeniu w 1901 roku gimnazjum w Siedlcach oraz kursów języka francuskiego przy uniwersytecie w Charkowie (1911) oraz w Alliance française w Paryżu (1914) podjęła studia na Wydziale Filozoficznym Uniwersytetu Warszawskiego (1918–1922, nie uzyskała dyplomu) i kontynuowała je na Wydziale Humanistycznym tej uczelni (w 1929 i 1933, kiedy uzyskała absolutorium).
Od 1901 roku pracowała jako nauczycielka, początkowo w Łucku, później (od 1906 roku) w Charkowie, od 1914 roku w Sosnowcu i wreszcie od 1917 w Warszawie. W 1906 roku w Charkowie zawarła związek małżeński z Leonem Piotrem Berbeckim (1874–1963). W czasie pobytu w Charkowie była członkinią kółek samokształceniowych Korporacji Studentów Polskich, działała w Domu Polskim i w Polskiej Partii Socjalistycznej – Frakcji Rewolucyjnej, współtworzyła drużyny skautowe i Związek Walki Czynnej.
W 1913 wraz z mężem przeniosła się do Sosnowca. W latach 1914–1916 współtworzyła Ligę Kobiet Pogotowia Wojennego w Zagłębiu Dąbrowskim, przewodniczącą koła w Sosnowcu. Członkini POW. Była również zaangażowana się w prace Towarzystwa Dobroczynnego i Uniwersytetu Ludowego w Sosnowcu. 
Po I wojnie światowej wielokrotnie przeprowadzała się wraz z mężem, aby ostatecznie w 1928 roku osiąść w Warszawie. Była członkinią Stowarzyszenia „Rodzina Wojskowa” (mieszkając w Toruniu była od 1926 roku przewodniczącą jego oddziału toruńskiego), od 1928 roku była członkinią Zarządu Naczelnego. Pracowała jako członek prezydium Zarządu Głównego (od 1929 roku jako wiceprezes i od 1938 roku jako pierwszy wiceprezes) Polskiego Białego Krzyża. W 1933 roku organizowała stowarzyszenie „Rodzina Rezerwistów”. Była posłanką na Sejm III kadencji (1930–1935) (z listy państwowej nr 1), gdzie pracowała w komisjach: petycyjnej i wojskowej. Członkini Grupy Kobiecej w klubie BBWR. W 1934 roku została wybrana radną m.st. Warszawy. W 1936 roku została członkinią prezydium Komitetu Pomocy Zimowej, a w 1937 roku – wiceprezesem Zarządu Naczelnego Towarzystwa Przyjaciół Młodzieży Akademickiej. W 1938 roku została senatorem V kadencji z województwa kieleckiego (1938–1939), gdzie zasiadała w klubie OZN. W senacie pracowała w komisji administracyjno-samorządowej oraz społecznej (której była sekretarzem). Zastępca członka Zarządu Koła Parlamentarnego Obozu Zjednoczenia Narodowego w 1938 roku.
W czasie okupacji mieszkała w Warszawie, mąż w tym czasie przebywał w niewoli niemieckiej. Była zaangażowana w działalność konspiracyjną, m.in. zbierała informacje na temat osób współpracujących z okupantem. W listopadzie 1943 aresztowana i więziona na Pawiaku przez 3 tygodnie. Po powstaniu warszawskim 28 września 1944 znalazła się w obozie w Pruszkowie. Po wydostaniu się z niego do wiosny 1945 mieszkała u rodziny Pawełczyńskich w Pruszkowie. 
Od czerwca 1945 uczyła w Piotrowicach Małych k. Nałęczowa. Po powrocie męża, zamieszkali w Gliwicach. Od 1946 pracowała jako nauczycielka języka francuskiego i rosyjskiego w szkołach zawodowych w Gliwicach, Katowicach i Tarnowskich Górach. W latach 1947–1949 była dyrektorką Państwowej Szkoły Zawodowej Żeńskiej w Gliwicach. W latach 1946–1948 członkini Polskiej Partii Socjalistycznej, była m.in. członkinią Komitetu Miejskiego PPS w Gliwicach, a także radną w Radzie Miejskiej w Gliwicach (1947–1948). W 1948 wydalona z partii pod zarzutem obcości ideologicznej. Przez wiele lat opiekowała się kołem Towarzystwa Przyjaźni Polsko-Radzieckiej i była kierowniczką zespołu nauczania języka rosyjskiego w okręgu katowickim. W 1962 przeszła na rentę.
Zmarła w Gliwicach, została pochowana wraz z mężem na Cmentarzu Centralnym w Gliwicach (kwatera B6-B-6).

## Ordery i odznaczenia
- Krzyż Niepodległości (20 lipca 1932)[9]
- Order Odrodzenia Polski
- Złoty Krzyż Zasługi (dwukrotnie: 20 listopada 1928[10], 1957)
- Medal 10-lecia Polski Ludowej (13 lipca 1955)[11]